# The BEST OF
『The BEST OF』（ザ・ベスト・オブ）は、障子久美の1作目のベスト・アルバム。2001年3月28日にメディアリングから発売された。

## 収録曲
1. WANDER
2. あの頃のように（prime version）
3. 雨の街から
4. bad girl
5. city pilot
6. A Never fading Love
7. ONE AND ONLY LOVE
8. 二幕目は永遠の…
9. もう一度あなたと出逢いたい
10. 愛の中で
11. Venus
12. Melody